# All Star Game maschile di pallavolo 1992
L'All Star Game maschile di pallavolo 1992 fu la 3ª edizione della manifestazione organizzata dalla FIPAV.

## Regolamento
Alla manifestazione presero parte quattro squadre, anziché due squadre come le edizioni precedenti, createsi apposta per l'evento, l'Europa 1, l'Europa 2, le Americhe(o Team America) e il Resto del Mondo.
Queste quattro squadre sono composte, in questa edizione, dai giocatori stranieri e italiani presenti nel campionato italiano 1992-1993.
Venne disputata un torneo con semifinali e finali tutte al meglio di 3 set, a differenza della finale che era al meglio di 5 set. Le gare si svolsero, come nella precedente edizione, a Modena, sede della manifestazione.

## Fase finale

### Finali 1º e 3º posto
|  | 1º posto - 4º posto | 1º posto - 4º posto | 1º posto - 4º posto |          |          | 1º/2º posto     | 1º/2º posto     | 1º/2º posto |  |
|  |                     |                     |                     |          |          |                 |                 |             |  |
|  | Americhe            | Americhe            | 2                   |          |          |                 |                 |             |  |
|  | Americhe            | Americhe            | 2                   |          |          |                 |                 |             |  |
|  | Europa 1            | Europa 1            | 1                   |          |          |                 |                 |             |  |
|  | Europa 1            | Europa 1            | 1                   |          | Americhe | Americhe        | 3               |             |  |
|  |                     |                     |                     |          | Americhe | Americhe        | 3               |             |  |
|  |                     |                     | Europa 2            | Europa 2 | 2        |                 |                 |             |  |
|  | Europa 2            | Europa 2            | Europa 2            | Europa 2 | 2        | 2               |                 |             |  |
|  | Europa 2            | Europa 2            |                     |          |          | 2               |                 |             |  |
|  | Resto del Mondo     | Resto del Mondo     | 1                   |          |          | 3º/4º posto     | 3º/4º posto     | 3º/4º posto |  |
|  | Resto del Mondo     | Resto del Mondo     | 1                   |          |          |                 |                 |             |  |
|  |                     |                     |                     |          |          |                 |                 |             |  |
|  |                     |                     |                     |          |          | Resto del Mondo | Resto del Mondo | 2           |  |
|  |                     |                     |                     |          |          | Resto del Mondo | Resto del Mondo | 2           |  |
|  |                     |                     |                     |          |          | Europa 1        | Europa 1        | 1           |  |

## Classifica finale
| Classifica | Squadre         |
| ---------- | --------------- |
|            | Americhe        |
|            | Europa 2        |
|            | Resto del Mondo |
| 4          | Europa 1        |